# Aegla araucaniensis
Aegla araucaniensis is een tienpotigensoort uit de familie van de Aeglidae. De wetenschappelijke naam van de soort is voor het eerst geldig gepubliceerd in 1980 door Jara.